# Ciclismo ai Giochi della XXVI Olimpiade - Cronometro maschile
La prova a cronometro maschile dei Giochi della XXVI Olimpiade si svolse il 3 agosto 1996 su un percorso di 52,20 km a Buckhead, negli Stati Uniti. L'oro fu conquistato dallo spagnolo Miguel Indurain, mentre l'argento e il bronzo andarono rispettivamente al connazionale Abraham Olano e al britannico Chris Boardman.
Alla gara presero parte 40 atleti, di questi due non partirono e uno non completò la prova.

## Il percorso
I corridori affrontarono per quattro volte un percorso di 13,05 km km a Buckhead.

## Risultati
| Pos. | Ciclista               | Nazione       | Tempo    | Distacco |
| ---- | ---------------------- | ------------- | -------- | -------- |
|      | Miguel Indurain        | Spagna        | 1h04'05" |          |
|      | Abraham Olano          | Spagna        | 1h04'17" | a 12"    |
|      | Chris Boardman         | Gran Bretagna | 1h04'36" | a 31"    |
| 4    | Maurizio Fondriest     | Italia        | 1h05'01" | a 56"    |
| 5    | Tony Rominger          | Svizzera      | 1h06'05" | a 2'00"  |
| 6    | Lance Armstrong        | Stati Uniti   | 1h06'28" | a 2'23"  |
| 7    | Alex Zülle             | Svizzera      | 1h06'33" | a 2'28"  |
| 8    | Patrick Jonker         | Australia     | 1h06'54" | a 2'49"  |
| 9    | Dariusz Baranowski     | Polonia       | 1h07'08" | a 3'03"  |
| 10   | Michael Rich           | Germania      | 1h07'08" | a 3'03"  |
| 11   | Erik Dekker            | Paesi Bassi   | 1h07'08" | a 3'03"  |
| 12   | Uwe Peschel            | Germania      | 1h07'33" | a 3'28"  |
| 13   | Laurent Jalabert       | Francia       | 1h07'34" | a 3'29"  |
| 14   | Bjarne Riis            | Danimarca     | 1h07'47" | a 3'42"  |
| 15   | Evgenij Berzin         | Russia        | 1h07'53" | a 3'48"  |
| 16   | Steve Hegg             | Stati Uniti   | 1h08'29" | a 4'24"  |
| 17   | Erik Breukink          | Paesi Bassi   | 1h08'33" | a 4'28"  |
| 18   | Jan Karlsson           | Svezia        | 1h08'52" | a 4'47"  |
| 19   | Francesco Casagrande   | Italia        | 1h09'18" | a 5'13"  |
| 20   | Laurent Brochard       | Francia       | 1h09'22" | a 5'17"  |
| 21   | Artūras Kasputis       | Lituania      | 1h09'39" | a 5'34"  |
| 22   | Tomasz Brożyna         | Polonia       | 1h09'48" | a 5'43"  |
| 23   | Stephen Hodge          | Australia     | 1h09'59" | a 5'54"  |
| 24   | Johan Bruyneel         | Belgio        | 1h10'12" | a 6'07"  |
| 25   | Anton Villatoro        | Guatemala     | 1h10'28" | a 6'29"  |
| 26   | Eric Wohlberg          | Canada        | 1h10'36" | a 6'31"  |
| 27   | Ruslan Ivanov          | Moldavia      | 1h10'55" | a 6'50"  |
| 28   | Remigijus Lupeikis     | Lituania      | 1h11'03" | a 6'58"  |
| 29   | Dubán Ramírez          | Colombia      | 1h11'18" | a 7'13"  |
| 30   | Jesús Zárate           | Messico       | 1h11'42" | a 7'37"  |
| 31   | Miroslav Lipták        | Slovacchia    | 1h12'28" | a 8'23"  |
| 32   | Robert Pintarič        | Slovenia      | 1h12'35" | a 8'30"  |
| 33   | Igor Bonciucov         | Moldavia      | 1h12'48" | a 8'43"  |
| 34   | Milan Dvorščík         | Slovacchia    | 1h12'54" | a 8'49"  |
| 35   | Hernandes Quadri       | Brasile       | 1h14'12" | a 10'07" |
| 36   | Valdir Lermen          | Brasile       | 1h14'48" | a 10'43" |
| 37   | Javier de Jesús Zapata | Colombia      | 1h15'09" | a 11'04" |
| DNF  | Michael Andersson      | Svezia        | -        | -        |
| DNS  | Pavel Tonkov           | Russia        | -        | -        |
| DNS  | Rolf Sørensen          | Danimarca     | -        | -        |